# みしまタニタ健康くらぶ
みしまタニタ健康くらぶ（みしまタニタけんこうくらぶ）は、静岡県三島市が株式会社タニタと協働で行う健康まちづくりである。

## 概要
三島市民の健康意識を高めること、健康寿命の延伸を図るため、スマートウエルネスみしまの一環で市街地等を回遊し楽しみながら健康増進に取り組む仕組みづくりと、そのことによる地域活性化をタニタのもつノウハウを生かして協働で展開することで、健幸都市・三島の実現を図る三島市の健康まちづくり事業である。

## 経緯
きっかけ
2014年（平成26年）10月、三島市とタニタが初面談し、健康課題や地域課題について意見交換を行い、三島市の健康施策についてタニタのノウハウの提供が提案された。
協定の締結
2015年（平成27年）1月26日、食と運動による健康まちづくり協定が締結された。
事業開始
- 2015年
  - 5月3日 - みしま健幸塾がオープン
  - 7月4日 - タニタカフェメニュー提供店が２店舗オープン
  - 7月5日 - みしまタニタ健康くらぶ創設。キックオフセミナーが開催される（三島市民文化会館にて約500名参加）。
  - 8月29日 - 会員募集セミナーが開催される（三島市民文化会館にて約500名参加）。
  - 9月15日 - 協定締結記念事業として、三島市主催の健康づくりセミナーにてタニタ管理栄養士の健康講演会を開催（三島市民文化会館にて約600名参加）。
  - 10月10日 - タニタカフェメニュー提供店1店舗追加オープン。
  - 11月7日 - タニタ監修メニュー提供開始（6店舗）

- 2016年
  - 2月8日 - みしまヘルシーレシピグランプリ開催
  - 3月13日 - みしまヘルシーレシピグランプリ表彰式（ノルディックウォーキング全国大会A・RU・KU開会式にて）
  - 3月29日 - タニタ監修メニュー提供店追加（既存2店舗、新規3店舗）

## 事業内容
総消費カロリーや歩数がわかる活動量計を会員証とした有料会員組織。身体活動を見える化することで、より多くの歩行や運動を促すことを目的とする。
会員限定のセミナーや楽寿園の入園が無料になるなど会員特典を設けている（会員期間は1年間）。

### カフェメニュー
市街地にあるカフェ店舗に体脂肪率等が詳しくわかる高性能体組成測定機器を設置した健康情報発信拠点。
タニタオリジナルコーヒーやタニタ食堂で販売されるスイーツを提供するとともに、体組成計での計測や、活動量計のデータ送信を専用サーバーに転送するリーダーライターを設置し、健康相談会も定期的に開催。